# Charles de Gerville
Pour les articles homonymes, voir Gerville (homonymie).
Charles-Alexis-Adrien Duhérissier de Gerville, né le 19 septembre 1769 à Gerville-la-Forêt et mort le 26 juillet 1853 à Valognes, est un érudit, historien naturaliste et archéologue français.

## Biographie
Fils de Charles de Gerville, seigneur de sa paroisse, Gerville étudia au collège de Coutances puis, pendant deux années, suivit les cours de droit de l’université de Caen. Revenu à Gerville, il partagea son temps, jusqu’à la Révolution, entre la chasse, le jardinage et l’étude des langues vivantes.
En 1792, il passa en Belgique puis en Angleterre et servit dans les armées émigrées jusqu’en 1796. Installé ensuite à Colchester dans l’Essex, il y donna pendant deux années des cours d’italien et de latin, puis séjourna chez un ami pasteur protestant, à Barton-upon-Humber (Lincolnshire), où il perfectionna ses connaissances botaniques.
Il regagna la France en octobre 1801 et s’installa en la demeure familiale de Gerville où il consacra ses loisirs à l’étude de l’archéologie du Cotentin. En 1811, il s’établit à Valognes où il se livre à l’étude de la botanique, à la discipline émergente de la géologie et à la découverte de documents écrits anciens permettant d’approfondir l’histoire locale. Son premier intérêt tournait autour de l’histoire naturelle, de la botanique et de sa collection de numismatique, mais il a fait partie du petit groupe des premiers historiens de l’architecture en France. À partir de 1814, il entreprend le projet inédit de compilation d’un inventaire des quelque quatre ou cinq cents églises de la Manche ; certains de ces documents ont été publiés sous le titre de Voyage archéologique dans la Manche (1818-1820). Il a pratiquement formé, avec ses confrères de la Société des antiquaires de Normandie, fondée en 1824 – Arcisse de Caumont, l’abbé Gervais de La Rue à Rouen et Auguste Le Prévost – une « école en mouvement de spécialistes de l’architecture ».
Les travaux de Charles de Gerville ont eu des répercussions sur d’autres disciplines que la sienne. Ainsi, c’est son utilisation, dans une lettre adressée à son ami Arcisse de Caumont en 1818, du terme de « roman », pour qualifier ce qu’on nomme maintenant les langues romanes, qui amena ce dernier à reprendre le terme de « roman » pour l’appliquer à l’architecture des XIe et XIIe siècles dans son Essai sur l’architecture du Moyen Âge, particulièrement en Normandie de 1824. Ce terme plus inclusif et plus européen pour désigner les arches rondes massives caractérisant les œuvres normandes en Angleterre, où le terme « architecture normande » fut employé la première fois en 1817 par l’archéologue Thomas Rickman (en), dans son essai intitulé An Attempt to Discriminate the Styles of English Architecture from the Conquest to the Reformation (Tentative de distinction des modèles architecturaux anglais de la conquête à la réforme) : les historiens de l’architecture anglaise ont retenu le terme « normand » pour leur propre version du « roman ».
Charles de Gerville était correspondant de l'Académie des inscriptions et belles-lettres. C’est en encourageant Léopold Delisle, natif de Valognes, qu’il avait engagé pour copier des manuscrits dans sa collection et auquel il a enseigné suffisamment de bases en paléographie que ce dernier a pu entrer à l’École des chartes en 1846 et poursuivre une carrière éminente à la Bibliothèque nationale. Membre du conseil général de la Manche, il démissionne durant la révolution de 1830 et, légitimiste confirmé, comme les autres membres de la Société des antiquaires de Normandie, il refuse la croix de la Légion d'honneur que lui offre Louis-Philippe Ier.
Les articles et les notes publiés par Charles de Gerville sur les villes et les voies romaines de la péninsule du Cotentin, les études mérovingiennes et le Mont-Saint-Michel ont été rassemblés sous le titre de Études géographiques et historiques sur le département de la Manche (Cherbourg 1854).
Sa riche collection de manuscrits est notamment dispersée entre les archives départementales de la Manche, la bibliothèque municipale de Cherbourg et la collection Mancel (Musée des beaux-arts de Caen). Il aurait, le premier, établi une liste des plantes de la manche.
Charles de Gerville avait constitué une importante collection de fossiles du Cotentin. Il signala dès janvier 1816 la présence d’ossements dans les carrières de la région de Valognes qui exploitaient des calcaires datées de l’Hettangien inférieur (calcaire de Valognes). Ces ossements s'avérèrent représenter les premiers restes de plésiosaures trouvés dans le Jurassique inférieur de France.
Il est fort probable que le gastéropode Mitrella gervillii a été nommé en son honneur par Charles Payraudeau en 1826.
Il a également écrit sous le nom de plume de C. de G.

### Œuvres
- Voyage archéologique dans la Manche, Éd. Dr Michel Guibert, Saint-Lô, Société d’archéologie et d’histoire de la Manche, v. 1 & 2, 3, 4, 1999-2002  (ISBN 2914329075, 2914329008, 2914329040 et 2951329075)
- Second mémoire sur les anciens châteaux de la Manche, dans Mémoires de la Société des Antiquaires de Normandie, année 1825.
- Les Abbayes et les anciens châteaux de la Manche, Brunet, Caen, 1825.
- Recherches sur le Hague-dike et les premiers établissements militaires des Normands sur nos côtes, [s.l.n.d.], 1831.
- Les Châteaux de la Manche : l’arrondissement de Saint-Lô, Res universis, Paris et Amiens, 1989.
- Études géographiques et historiques sur le département de la Manche, Feuardent, Cherbourg, 1854.
- Recherches sur les îles du Cotentin en général, et sur la mission de S. Magloire en particulier, Vve H. Gomont, Valognes, 1846, lire en ligne sur Gallica.